# Andrena congrua
Andrena congrua är en biart som beskrevs av Laberge 1977. Andrena congrua ingår i släktet sandbin, och familjen grävbin. Inga underarter finns listade i Catalogue of Life.